# Gilles Surchat
Gilles Surchat est un personnage de fiction apparaissant dans les émissions 120 secondes, 26 minutes et 120 minutes diffusées par la Radio télévision suisse. Il est interprété par Vincent Kucholl et vit à Reconvilier, dans le Jura bernois.

## Historique
Le personnage est créé pour l'émission 120 secondes diffusée à partir de 2011 sur la chaîne de radio Couleur 3, dans laquelle Vincent Veillon reçoit un personnage joué par Vincent Kucholl pour évoquer un sujet lié à l'actualité. En préparant une émission, Vincent Kucholl propose d'utiliser une paire de lunettes originale mais sombre, ce qui l'empêche de lire son texte quand il les porte. Vincent Veillon suggère donc de créer un personnage peu bavard. Pour parler du refus des habitants de Bourrignon qu'un parc éolien soit construit sur le territoire de la commune, ils créent donc un personnage timide nommé Gilles Surchat. Dans une autre émission, les animateurs veulent évoquer Reconvilier qui est classé au dernier rang du classement des communes suisses les plus attrayantes publié par la Weltwoche. Ils reprennent le personnage de Gilles Surchat qui a donc déménagé à Reconvilier. En continuant à apparaître dans 120 secondes, Gilles Surchat devient l'un des personnages les plus connus de l'émission. En 2014, 120 secondes s'arrête après un dernier épisode au cours duquel les différents personnages se succèdent en chantant. Gilles Surchat apparaît ensuite dans 26 minutes, émission créée par les mêmes animateurs et diffusée à la télévision sur la chaîne RTS Un de 2015 à 2017. Depuis 2018, Vincent Veillon et Vincent Kucholl animent l'émission 120 minutes et Gilles Surchat est à nouveau présent.

## Biographie fictive
Né le 29 février 1970 (sic) d'un père jurassien et d'une mère française, Gilles Surchat grandit à Bourrignon dans le canton du Jura. Il travaille pendant un moment aux abattoirs du village mais perd ensuite son emploi. En 2009, il est chassé de Bourrignon et s'installe à Reconvilier, dans le Jura bernois. Après avoir travaillé chez Swissmetal, trié les pives chez Schaffter Pives et s'être occupé de la promotion économique de la commune, il se retrouve à nouveau au chômage. Il est membre de la fanfare du village. Gilles Surchat était marié mais sa femme l'a quitté pour vivre à Moutier avec son frère Benoît. Sa sœur, Fabienne, est sourde et muette et souffre de trypanosomiase humaine africaine.

## Analyse du personnage
En 2013, Vincent Kucholl déclare que Gilles Surchat est le personnage qu'il préfère jouer. Il estime qu'« avec son hypersensibilité et son esprit limité, c’est un formidable personnage de théâtre ». Il pense également que le personnage « a un côté tragique ».